# Matej Tóth

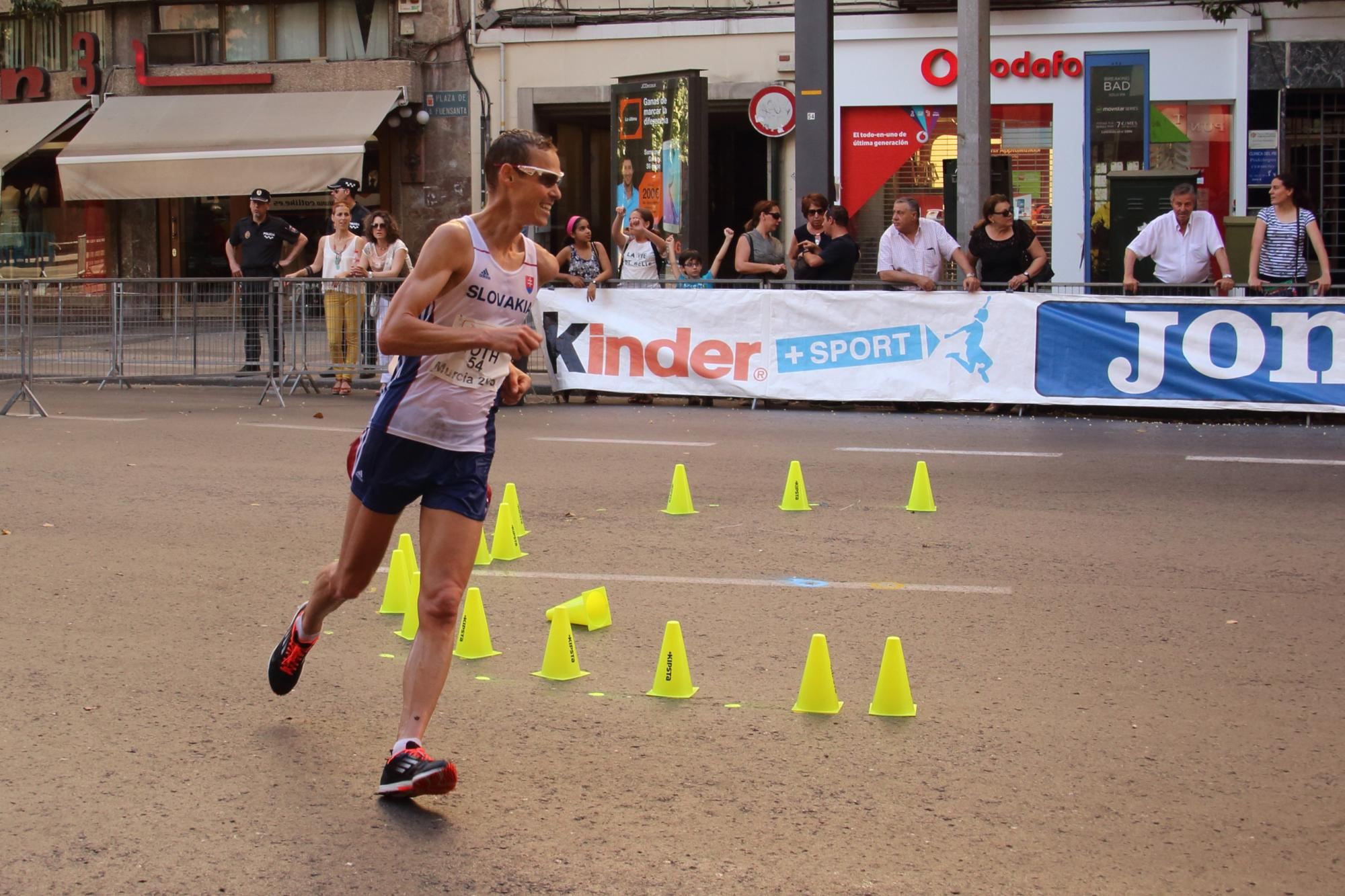
Matej Tóth, 2015

Matej Tóth (* 10. Februar 1983 in Nitra) ist ein slowakischer Geher. Über die 50-Kilometer-Distanz ist er Olympiasieger 2016
Im 20-km-Gehen belegte Tóth bei den Olympischen Spielen 2004 in Athen Rang 32 und bei den Weltmeisterschaften 2005 in Helsinki Rang 21. Einem sechsten Platz bei den Europameisterschaften 2006 in Göteborg folgte ein 14. Platz bei den Weltmeisterschaften 2007 in Ōsaka und ein 26. Platz bei den Olympischen Spielen 2008 in Peking.
2009 wurde er bei den Weltmeisterschaften in Berlin Neunter über 20 km und Zehnter im 50-km-Gehen. Bei den Europameisterschaften 2010 in Barcelona wurde Tóth erneut Sechster über 20 km. 2011 kam er bei den Weltmeisterschaften in Daegu über 20 km auf den 13. Platz; über 50 km erreichte er nicht das Ziel.
Bei den Olympischen Spielen 2012 in London wurde Tóth Siebter über 50 km.
Über dieselbe Distanz wurde er Fünfter bei den Weltmeisterschaften 2013 in Moskau, gewann Silber bei den Europameisterschaften 2012 in Zürich und siegte bei den Weltmeisterschaften 2015 in Peking.
Den größten Erfolg seiner Karriere feierte Tóth mit dem Sieg bei den Olympischen Spielen 2016 in Rio de Janeiro.
Seine vorübergehende Suspendierung wurde vom slowakischen Leichtathletikverband nach der Aufklärung von Unregelmäßigkeiten im biologischen Pass (Mai 2016) Anfang Oktober 2017 aufgehoben, er wurde von allen Vorwürfen freigesprochen. Das Urteil des Verbandes kann unter anderem von der Welt-Anti-Doping-Agentur WADA angefochten werden.

## Persönliche Bestzeiten
- 3000 m Gehen (Halle): 10:57,32 min, 12. Februar 2011, Wien (slowakischer Rekord)
- 5000 m Gehen (Halle): 18:34,56 min, 11. Februar 2012, Wien
- 20 km Gehen: 1:19:48 h, 22. März 2014, Dudince
- 50 km Gehen: 3:34:38 h, 21. März 2015, Dudince (slowakischer Rekord)